# SSGランダース
SSGランダース（エスエスジー・ランダース、韓: SSG 랜더스、英: SSG Landers）は、大韓民国のKBOリーグに所属するプロ野球チームである。チーム名のSSGは、2021年からチームを保有する新世界グループの英語略称（Shinsegae）に由来している。
ホームタウンは仁川広域市で、本拠地は仁川SSGランダースフィールド。仁川広域市が仁川国際空港や仁川港を擁するなど韓国屈指の国際都市であることから、英語で「上陸する」を意味する「land」から派生したランダース（Landers）をチーム名に用いている。チーム初期のエンブレムでは、英語における「lander」の本来の用法である宇宙船の一種（着陸船）をかたどったものを使用していた。マスコットはランディ (랜디) 。2020年までのチーム名は、SKワイバーンズ（SK 와이번스、SK Wyverns）であった。

## 概要
仁川国際空港でも知られるソウル特別市の西側に位置する仁川広域市に本拠を置く。
韓国有数の企業グループ・SKグループ傘下であり、2000年にアジア通貨危機で経営危機に陥った繊維メーカーのサンバンウルが傘下のプロ野球球団であるサンバンウル・レイダースを解散したあと、SKグループがその選手たちを受け入れ「新球団」として誕生した。チーム名の「ワイバーンズ」は空想上の竜の怪物・ワイバーン（wyvern、飛龍）から。2021年には新世界グループに売却され、SSGランダースに改称された。
スタジアムは球団創設から2001年までの2年間、中区の仁川公設運動場野球場（桃園（ドウォン）球場）を使用した後、2002年より同市弥鄒忽区（当時の南区）に新規開場した文鶴野球場に移転。2013年11月以降、仁川広域市に代わりSKワイバーンズ自身が民間委託運営者として球場運営にあたり、球団事務所も同球場内にあった。2028年、新世界グループが同市西区の青羅国際都市内に新設するドーム球場へ移転することが予定されている。
二軍の専用球場や練習施設などがあるSSGフューチャーズフィールドは、同市江華郡吉祥面にある。

## 歴史
2000年に韓国野球委員会とSKグループがサンバンウル・レイダースに代わる新球団の創設に合意。
本拠地はプロチームとしてのビジネスのできる人口基盤を求めて、サンバンウルのホームである全羅北道全州市（人口およそ60万）ではなく、およそ100万以上の人口を抱えて、周辺都市まであわせると営業可能な人口基盤がおよそ200万に及ぶと考えられると同時に親会社と繋がりのある首都圏の京畿道水原市を希望。しかし、現代ユニコーンズが以前から希望していたソウルへの移転を前提として暫定的に水原市に本拠地を移動させることになり、空席となった仁川を本拠地として受け入れることになった。
なお、このとき現代ユニコーンズはSK側が仁川を本拠地として受け入れるか否かとは関係なく、ソウル移転計画を強行推進した。その後、仁川を捨てた現代ユニコーンズは、暫定本拠地・水原での人気を得られず、現代グループの分裂などによる経営危機に陥り3度の売却交渉に失敗。その後、2008年から投資会社がスポンサーを募集し経営する新球団、ウリ・ヒーローズが発足して解散となった。初年度の2000年は最下位だった。
2002年、サッカーワールドカップ誘致に伴う仁川広域市の新総合運動場建設計画によって、メインスタジアムの隣に受容人員3万人規模の文鶴（ムナク）野球場が完成。これに伴って仁川都心部の桃園（ドウォン）球場から同球場に本拠地を移転。
2003年、曺凡鉉監督が就任し4位でポーストシーズン初進出を果たす。準プレーオフから勝ち上がって球団史上初の韓国シリーズ進出を果たすも、現代ユニコーンズの前に、7戦までもつれ込む接戦を演じながら敗れた。
2004年にLGツインズから元中日ドラゴンズの李尚勲（日本での登録名はサムソン・リー）が移籍するが、不振に陥りシーズン途中で電撃引退を発表し、この年は5位でポストシーズンに進出できなかった。
2005年は優勝争いを続け終盤2位をキープしていたが、最終戦で斗山ベアーズに追い越され3位に転落、ハンファ・イーグルスとの準プレーオフに敗れた。
2006年は6位でポストシーズンには進出できず、曺凡鉉監督が退任した。
2007年から千葉ロッテマリーンズで1,2軍巡回コーチを勤めた金星根が監督に就任し、シカゴ・ホワイトソックスでコーチを歴任した李萬洙をヘッドコーチとして迎えた。同年度レギュラーシーズン1位で韓国シリーズに直行。プレイオフ勝者の斗山ベアーズを4勝2敗で下して悲願の初優勝を決めた。この時点で存在した韓国野球委員会所属の全球団が優勝を経験することになったが、2008年現代ユニコーンズの解散、ヒーローズの創設で、また優勝未経験の球団が出てきた。
韓国チャンピオンとして出場した同年のアジアシリーズでは予選リーグで中日ドラゴンズを破り、初めて日本球団に勝利した球団になった。しかし、予選は3戦全勝で決勝戦に進んだものの、決勝で中日に破れアジア王者とはならなかった。
2008年は2007年以上の独走態勢で球団史上初の2年連続のレギュラーシーズン優勝、韓国シリーズ優勝を達成した。
韓国チャンピオンとして2年連続で出場したアジアシリーズでは予選リーグで埼玉西武ライオンズを破ったが、台湾代表の統一セブンイレブン・ライオンズに大差で敗れて失点率で3位となり、決勝進出はならなかった。
2009年、戦力的に円熟期にあり優勝の大本命として注目された。しかしシーズン中盤に調子を落とし、起亜タイガースの予想外の快進撃もあって、終盤は韓国プロ野球新記録となる19連勝（1分けを挟む）で猛追したが、レギュラーシーズン3連覇はならず2位で終えた。ポストシーズンはプレーオフから出場し、斗山ベアーズに勝ち3年連続で韓国シリーズに進出した。3年連続の韓国シリーズ進出は1986-1989年のヘテ・タイガース、2004-2006年の三星ライオンズについで3球団目で、起亜タイガースの前に3勝4敗で敗退した。
2010年はレギュラーシーズンでは4月から5月にかけての16連勝もあって首位を守り続け2年ぶりに優勝し、4年連続で出場した韓国シリーズでは三星ライオンズと対戦し、球団史上初となる無傷の4連勝で2年ぶり3度目の優勝を飾った。

2010年11月4・5日に台湾・台中インターコンチネンタルスタジアムで行われた韓国・台湾クラブチャンピオンシップでは台湾の兄弟エレファンツと対戦し、1勝1敗となった。11月13日に日本の東京ドームで行われる日韓クラブチャンピオンシップでは日本の千葉ロッテマリーンズと対戦し、0-3で完封負け。
2011年8月18日に金星根監督が解任され、2軍監督だった李萬洙が監督代行に就任。同年のレギュラーシーズンは3位となり、準プレーオフで起亜を3勝1敗、プレーオフでロッテを3勝2敗でやぶり、プロ野球史上初となる5年連続韓国シリーズ進出を達成したが、三星に1勝4敗で敗れた。シーズン終了後、李萬洙が正式に監督に就任した。
2012年はレギュラーシーズン2位で、ポストシーズンはプレーオフでロッテジャイアンツに勝利し、自チームの記録を更新する6年連続韓国シリーズ出場を決めた。3年連続で対戦した三星ライオンズに2勝4敗で敗れ、2年連続準優勝となった。2013年は6位で、7年ぶりにポストシーズンに進出できず韓国シリーズ連続出場記録も途絶えた。2014年は5位で、2年連続ポストシーズンに進出できず李萬洙監督も退任した。
2015年より金用煕監督が指揮を執った。同年よりプロ野球が10球団制となり、上位5位までポストシーズンへ進出できるようになった。レギュラーシーズン5位で3年ぶりにポストシーズンへ進出し、ワイルドカード決定戦から出場したが、ネクセン・ヒーローズに敗れた。2016年は6位で2年連続ポストシーズン進出とはならなかった。金用煕監督は退任し、球団史上初となる外国人監督のトレイ・ヒルマンが監督に就任した。
2017年はレギュラーシーズン5位で、2年ぶりにワイルドカード決定戦に進出したがNCダイノスに敗れた。
2018年はレギュラーシーズン2位で、ネクセンとのプレーオフ、斗山との韓国シリーズで勝利し8年ぶり4度目の優勝となった。ヒルマン監督が退任し、廉京燁が監督に就任した。
2019年はレギュラーシーズンを終え斗山と同じ勝率で並ぶが、直接対決で負け越していたため2位扱いとなり、ポストシーズンはプレーオフから出場するとキウム・ヒーローズに敗れた。
2020年は成績が低迷し、6月25日の試合中、廉京燁監督が突然失神し、緊急搬送された。廉京燁の治療の間、朴勍完が監督代行を務め、廉京燁監督は9月1日より復帰するも健康状態が思わしくないため、9月8日より同年シーズンの残り試合は朴勍完が再び監督代行を務め、球団史上最低の9位で4年ぶりにポストシーズン進出に失敗した。10月30日、廉京燁監督が辞任、11月6日、金圓衡が監督に就任した。
2021年1月26日に、SKグループが新世界グループに球団を売却することを発表。3月5日付でKBOが売却を正式に承認したことに伴って、チーム名を「SSGランダース」に改称した。「SKワイバーンズ」という名称やロゴの使用も同日で終了したため、6日以降の練習試合では、「INCHEON」（本拠地である仁川広域市の英語表記）の胸マークを付けたユニフォームを暫定的に着用していた。3月12日に、新チームのロゴとエンブレムおよび、新しいチーム略称（L's）を発表。3月30日に韓国・ソウルのウェスティン朝鮮ホテルで創団式を開催し、ユニフォームとマスコットキャラクター「ランディ」を発表した。同年は6位で2年連続ポストシーズン進出に失敗した。
2022年は12年ぶりにレギュラーシーズン優勝、4年ぶりに韓国シリーズに進出、キウム・ヒーローズに勝利し4年ぶり5度目の優勝となった。
2023年はレギュラーシーズン3位、ポストシーズンでは準プレーオフでNCに敗れ、10月31日、金圓衡は監督を解任された。11月17日、李崇勇が監督に就任した。
2024年はレギュラーシーズン144試合を終えてKTと同率5位で、KBOリーグ史上初の5位決定戦で敗れ3年ぶりにポストシーズン進出に失敗した。

## 歴代監督
- 姜秉徹（カン・ビョンチョル、2000 - 2002）
- 曺凡鉉（チョ・ボムヒョン、2003 - 2006）
- 金星根（キム・ソングン、2007 - 2011途中）
- 李萬洙（イ・マンス、2011途中から終了まで : 監督代行　2012 - 2014：監督）
- 金用煕（キム・ヨンヒ、2015 - 2016）
- トレイ・ヒルマン（2017 - 2018）
- 廉京燁（ヨム・ギョンヨプ、2019 - 2020）
  - 朴勍完（パク・キョンワン、2020途中から監督代行）
- 金圓衡（キム・ウォニョン、2021 - 2023）
- 李崇勇（イ・スンヨン、2024 - ）

## 在籍選手

### 首脳陣

#### 一軍
| 背番号 | 名前       | 読み             | 役職                         |
| ------ | ---------- | ---------------- | ---------------------------- |
| 71     | 李崇勇     | イ・スンヨン     | 監督                         |
| 88     | 宋臣永     | ソン・シンヨン   | 首席コーチ                   |
| 84     | 趙東和     | チョ・ドンファ   | 作戦兼走塁コーチ             |
| 86     | 尹在国     | ユン・ジェグク   | 作戦兼走塁コーチ             |
| 74     | 慶憲浩     | ギョン・ホンホ   | 投手コーチ                   |
| 72     | 姜炳植     | カン・ビョンシク | 打撃コーチ                   |
| 73     | 呉俊赫     | オ・ジュンヒョク | 打撃コーチ補佐               |
| 70     | 孫時憲     | ソン・シホン     | 守備コーチ                   |
| 82     | 芹澤裕二   |                  | バッテリーコーチ             |
| 91     | 李承浩     | イ・スンホ       | ブルペンコーチ               |
| 122    | 高侖亨     | コ・ユンヒョン   | 首席コンディショニングコーチ |
| 121    | 郭鉉熙     | クァク・ヒョンヒ | コンディショニングコーチ     |
| 123    | 吉康男     | キル・カンナム   | コンディショニングコーチ     |
| 125    | 金相龍     | キム・サンヨン   | コンディショニングコーチ     |
| 130    | 林載昊     | イム・ジェホ     | コンディショニングコーチ     |
| 129    | 洪スンボム | ホン・スンボム   | 首席ストレングスコーチ       |
| 127    | 兪載敏     | ユ・ジェミン     | ストレングスコーチ           |
| 128    | 申東勲     | シン・ドンフン   | ストレングスコーチ           |

#### 二軍
| 背番号 | 名前     | 読み               | 役職                     |
| ------ | -------- | ------------------ | ------------------------ |
| 76     | 朴正権   | パク・チョングォン | 監督                     |
| 85     | 羅炅珉   | ナ・ギョンミン     | 作戦兼走塁コーチ         |
| 89     | 柳澤鉉   | リュ・テクヒョン   | 投手コーチ               |
| 77     | 李明起   | イ・ミョンギ       | 打撃コーチ               |
| 80     | 渡辺正人 |                    | 守備コーチ               |
| 83     | 鈴木郁洋 |                    | バッテリーコーチ         |
| 79     | 李永旭   | イ・ヨンウク       | ブルペンコーチ           |
| 120    | 李炯三   | イ・ヒョンサム     | コンディショニングコーチ |

#### 残留軍
| 背番号 | 名前   | 読み             | 役職                     |
| ------ | ------ | ---------------- | ------------------------ |
| 87     | 鄭鎮植 | チョン・ジンシク | 統括コーチ               |
| 81     | 裵英洙 | ペ・ヨンス       | 投手コーチ               |
| 78     | 李允在 | イ・ユンジェ     | 野手コーチ               |
| 75     | 尹耀渉 | ユン・ヨソプ     | リハビリコーチ           |
| 124    | 金其泰 | キム・ギテ       | コンディショニングコーチ |
| 126    | 林錫訓 | イム・ソクフン   | コンディショニングコーチ |

### 投手
| 背番号 | 選手名                 | 読み               | 投 | 打 | 備考                              |
| ------ | ---------------------- | ------------------ | -- | -- | --------------------------------- |
| 00     | 朴晟斌                 | パク・ソンビン     | 右 | 右 |                                   |
| 11     | 白承建                 | ベク・スンゴン     | 左 | 左 |                                   |
| 12     | 尹泰玹                 | ユン・テヒョン     | 右 | 右 | 兵役から復帰 育成選手             |
| 16     | 李建郁                 | イ・ゴンウク       | 右 | 右 |                                   |
| 19     | 趙丙炫                 | チョ・ビョンヒョン | 右 | 右 |                                   |
| 21     | 張志熏                 | チャン・ジフン     | 右 | 右 | 66から背番号変更                  |
| 22     | 徐眞勇                 | ソ・ジンヨン       | 右 | 右 |                                   |
| 28     | 宋領鎭                 | ソン・ヨンジン     | 右 | 右 |                                   |
| 29     | 金廣鉉                 | キム・グァンヒョン | 左 | 左 |                                   |
| 30     | 磪民準                 | チェ・ミンジュン   | 右 | 右 | 67から背番号変更                  |
| 33     | ドリュー・アンダーソン |                    | 右 | 右 |                                   |
| 34     | 韓ドゥソル             | ハン・ドゥソル     | 左 | 左 |                                   |
| 38     | 盧景銀                 | ノ・ギョンウン     | 右 | 右 |                                   |
| 39     | 金健優                 | キム・ゴンウ       | 左 | 左 |                                   |
| 40     | 崔現晳                 | チェ・ヒョンソク   | 右 | 右 | 94から背番号変更                  |
| 41     | 金珉                   | キム・ミン         | 右 | 右 | KTからトレード移籍                |
| 42     | 文昇元                 | ムン・スンウォン   | 右 | 右 |                                   |
| 43     | 金擇亨                 | キム・テクヒョン   | 左 | 左 |                                   |
| 46     | 李昇勲                 | イ・スンフン       | 右 | 右 | 育成選手                          |
| 48     | 安晛棲                 | アン・ヒョンソ     | 左 | 左 | 育成選手                          |
| 50     | 朴鐘勲                 | パク・チョンフン   | 右 | 右 |                                   |
| 51     | 鄭東潤                 | チョン・ドンユン   | 右 | 右 |                                   |
| 55     | ミッチ・ホワイト       |                    | 右 | 右 | 新外国人                          |
| 57     | 朴是厚                 | パク・シフ         | 左 | 左 |                                   |
| 60     | 申智煥                 | シン・ジファン     | 左 | 左 | 2025年新人ドラフト2巡目           |
| 62     | 崔秀豪                 | チェ・スホ         | 右 | 右 | 育成選手                          |
| 63     | 林成峻                 | イム・ソンジュン   | 右 | 右 | 09から背番号変更 育成選手         |
| 65     | 全泳俊                 | チョン・ヨンジュン | 右 | 右 | 兵役から復帰                      |
| 66     | 朴基浩                 | パク・ギホ         | 右 | 右 | 90から背番号変更                  |
| 90     | 千凡晳                 | チョン・ボムソク   | 右 | 右 | 2025年新人ドラフト4巡目           |
| 92     | 李ロウン               | イ・ロウン         | 右 | 右 |                                   |
| 95     | 金賢才                 | キム・ヒョンジェ   | 左 | 左 | 2025年新人ドラフト7巡目 育成選手  |
| 96     | 李導禹                 | イ・ドウ           | 右 | 右 | 2025年新人ドラフト8巡目 育成選手  |
| 98     | 曺ヨハン               | チョ・ヨハン       | 左 | 左 | 25から背番号変更 育成選手         |
| 01     | 韓知憲                 | ハン・ジホン       | 右 | 右 | 2025年新人ドラフト10巡目 育成選手 |
| 02     | 都宰賢                 | ト・ジェヒョン     | 右 | 右 | 2025年新人ドラフト11巡目 育成選手 |
| 03     | 金俊映                 | キム・ジュンヨン   | 右 | 右 | 兵役から復帰 育成選手             |
| 05     | 金到賢                 | キム・ドヒョン     | 右 | 右 | 兵役から復帰 育成選手             |
| 06     | 朴相厚                 | パク・サンフ       | 左 | 左 | 兵役から復帰 育成選手             |
| 07     | 朴明賢                 | パク・ミョンヒョン | 右 | 右 | KBO復帰 育成選手                  |
|        | 李琦淳                 | イ・ギスン         | 左 | 左 | 軍保留選手                        |
|        | 申憲珉                 | シン・ホンミン     | 右 | 右 | 軍保留選手                        |
|        | 尹晟輔                 | ユン・ソンボ       | 右 | 右 | 軍保留選手 育成選手               |
|        | 邊建瑀                 | ピョン・ゴンウ     | 右 | 右 | 軍保留選手 育成選手               |
|        | 柳賢坤                 | リュ・ヒョンゴン   | 右 | 右 | 軍保留選手 育成選手               |

### 捕手
| 背番号 | 選手名 | 読み           | 投 | 打 | 備考                                  |
| ------ | ------ | -------------- | -- | -- | ------------------------------------- |
| 20     | 曺邢宇 | チョ・ヒョンウ | 右 | 右 |                                       |
| 24     | 金玟植 | キム・ミンシク | 右 | 左 |                                       |
| 25     | 申範秀 | シン・ボムス   | 右 | 左 | 40から背番号変更                      |
| 32     | 李律睿 | イ・ユルイェ   | 右 | 右 | 2025年新人ドラフト1巡目               |
| 59     | 李知栄 | イ・ジヨン     | 右 | 右 |                                       |
| 61     | 金奎旼 | キム・ギュミン | 右 | 左 | 02から背番号変更 育成選手から追加登録 |

### 内野手
| 背番号 | 選手名 | 読み               | 投 | 打 | 備考                                         |
| ------ | ------ | ------------------ | -- | -- | -------------------------------------------- |
| 1      | 朴智煥 | パク・ジファン     | 右 | 右 | 93から背番号変更                             |
| 2      | 朴成韓 | パク・ソンハン     | 右 | 左 |                                              |
| 3      | 鄭俊才 | チョン・ジュンジェ | 右 | 左 | 95から背番号変更                             |
| 4      | 金遂狁 | キム・スユン       | 右 | 右 | NCから移籍                                   |
| 5      | 金燦亨 | キム・チャンヒョン | 右 | 右 |                                              |
| 6      | 金聖賢 | キム・ソンヒョン   | 右 | 右 |                                              |
| 7      | 崔埈右 | チェ・ジュンウ     | 右 | 左 |                                              |
| 8      | 玄元會 | ヒョン・ウォンフェ | 右 | 右 |                                              |
| 10     | 安尚鉉 | アン・サンヒョン   | 右 | 右 |                                              |
| 14     | 崔廷   | チェ・ジョン       | 右 | 右 |                                              |
| 18     | 高明俊 | コ・ミョンジュン   | 右 | 右 |                                              |
| 36     | 金兌昀 | キム・テユン       | 右 | 左 | 育成選手から追加登録                         |
| 49     | 張賢眞 | チャン・ヒョンジン | 右 | 左 | 新入団 育成選手                              |
| 52     | 石政祐 | ソク・チョンウ     | 右 | 右 | 06から背番号変更 育成選手から追加登録        |
| 56     | 金成民 | キム・ソンミン     | 右 | 右 | 53から背番号変更                             |
| 94     | 崔允釋 | チェ・ユンソク     | 右 | 右 | 2025年新人ドラフト6巡目 育成選手から追加登録 |
| 97     | 洪大仁 | ホン・デイン       | 右 | 左 | 2025年新人ドラフト9巡目 育成選手から追加登録 |
|        | 金建䧺 | キム・ゴンウン     | 右 | 右 | 軍保留選手                                   |
|        | 金旼俊 | キム・ミンジュン   | 右 | 右 | 軍保留選手                                   |
|        | 全儀山 | チョン・ウィサン   | 右 | 左 | 軍保留選手                                   |
|        | 許填   | ホ・ジン           | 右 | 左 | 軍保留選手 育成選手                          |

### 外野手
| 背番号 | 選手名                 | 読み               | 投 | 打 | 備考                                  |
| ------ | ---------------------- | ------------------ | -- | -- | ------------------------------------- |
| 9      | 李承珉                 | イ・スンミン       | 左 | 左 | 97から背番号変更                      |
| 13     | 河載勲                 | ハ・ジェフン       | 右 | 右 |                                       |
| 15     | 蔡弦佑                 | チェ・ヒョンウ     | 右 | 右 | 60から背番号変更                      |
| 27     | ギジェルモ・エレディア |                    | 左 | 右 |                                       |
| 31     | 李正凡                 | イ・ジョンボム     | 左 | 左 |                                       |
| 35     | 韓萸暹                 | ハン・ユソム       | 右 | 左 |                                       |
| 37     | 呉太坤                 | オ・テゴン         | 右 | 右 |                                       |
| 45     | 柳孝承                 | リュ・ヒョスン     | 右 | 右 | 63から背番号変更                      |
| 47     | 金星旭                 | キム・ソンウク     | 右 | 右 | NCからトレード移籍                    |
| 54     | 崔知訓                 | チェ・ジフン       | 右 | 左 |                                       |
| 58     | 朴晸彬                 | パク・ジョンビン   | 右 | 右 | 育成選手から追加登録                  |
| 64     | 金昌平                 | キム・チャンピョン | 右 | 左 |                                       |
| 68     | 林根宇                 | イム・グンウ       | 右 | 右 | 03から背番号変更 育成選手から追加登録 |
| 93     | 李源埈                 | イ・ウォンジュン   | 左 | 右 | 2025年新人ドラフト5巡目 育成選手      |
| 04     | 金淨珉                 | キム・ジョンミン   | 左 | 左 | 兵役から復帰 育成選手                 |
|        | 丁晛昇                 | チョン・ヒョンスン | 左 | 左 | 軍保留選手                            |
|        | 朴世職                 | パク・セジク       | 左 | 左 | 軍保留選手 育成選手                   |
|        | 白埈抒                 | ペク・ジュンソ     | 右 | 右 | 軍保留選手 育成選手                   |

## 永久欠番
- 26 朴勍完（パク・キョンワン、韓: 박경완、2014年4月5日 - ）

## 主な退団・引退選手及びコーチングスタッフ

### 選手
| 氏名                         | 国籍           | 在籍期間             | 備考                                                                                           |
| ---------------------------- | -------------- | -------------------- | ---------------------------------------------------------------------------------------------- |
| 李尚勲（）                   | 韓国           | 2004                 | 元中日ドラゴンズ                                                                               |
| 李晋暎（）                   | 韓国           | 2000-2008            |                                                                                                |
| 李宰元（）                   | 韓国           | 2006-2023            |                                                                                                |
| 李承浩（）                   | 韓国           | 2000-2011、2016      |                                                                                                |
| 李興練（）                   | 韓国           | 2020-2023            |                                                                                                |
| 李昊俊（）                   | 韓国           | 2000-2012            |                                                                                                |
| 林星珠（）                   | 韓国           | 2023                 |                                                                                                |
| 魏在永（）                   | 韓国           | 2005-2006            |                                                                                                |
| ロス・ウルフ                 | アメリカ合衆国 | 2014                 |                                                                                                |
| ロエニス・エリアス           | キューバ       | 2023-2024            |                                                                                                |
| ペドロ・カステヤーノ         | ベネズエラ     | 2002                 | 元読売ジャイアンツ                                                                             |
| 門倉健                       | 日本           | 2009-2010            | 元中日ドラゴンズ、大阪近鉄バファローズ、横浜ベイスターズ、読売ジャイアンツ                     |
| サム・ガビグリオ             | アメリカ合衆国 | 2021                 |                                                                                                |
| 姜眞成（）                   | 韓国           | 2023-2024            | 現キウム・ヒーローズ                                                                           |
| 金圓衡（）                   | 韓国           | 2000-2011            |                                                                                                |
| 金杞泰（）                   | 韓国           | 2002-2005            |                                                                                                |
| 金敬起（）                   | 韓国           | 2000-2001            |                                                                                                |
| 金村大裕                     | 韓国           | 2011                 | 韓国名は金大裕（キム・デユ）。元阪神タイガース                                                 |
| ニック・キンガム             | アメリカ合衆国 | 2020                 |                                                                                                |
| ダーウィン・クビアン         | ベネズエラ     | 2008                 | 元阪神タイガース                                                                               |
| ネルソン・クルーズ           | ドミニカ共和国 | 2005                 |                                                                                                |
| ゲーリー・グローバー         | アメリカ合衆国 | 2009-2011            | 元読売ジャイアンツ                                                                             |
| ケビン・クロン               | アメリカ合衆国 | 2022                 | 元広島東洋カープ                                                                               |
| メリル・ケリー               | アメリカ合衆国 | 2015-2018            | 現アリゾナ・ダイヤモンドバックス                                                               |
| ブライアン・ゴードン         | アメリカ合衆国 | 2011                 |                                                                                                |
| 高孝準（）                   | 韓国           | 2003-2016、2022-2024 | 現斗山ベアーズ                                                                                 |
| エンジェル・サンチェス       | ドミニカ共和国 | 2018-2019            | 元読売ジャイアンツ                                                                             |
| 塩谷和彦                     | 日本           | 2006                 | 元阪神タイガース、オリックス・バファローズ                                                     |
| エステバン・ジャン           | ドミニカ共和国 | 2008                 | 元阪神タイガース                                                                               |
| 白川恵翔                     | 日本           | 2024                 | 徳島インディゴソックスから期限付き移籍                                                         |
| マイク・ジョンソン           | カナダ         | 2009                 | 元大阪近鉄バファローズ                                                                         |
| ルーク・スコット             | アメリカ合衆国 | 2014                 |                                                                                                |
| クリス・セドン               | アメリカ合衆国 | 2013、2015-2016      | 元読売ジャイアンツ                                                                             |
| ヘンリー・ソーサ             | ドミニカ共和国 | 2019                 |                                                                                                |
| 宋恩範（）                   | 韓国           | 2003-2013            | 現サムスン・ライオンズ                                                                         |
| スコット・ダイアモンド       | カナダ         | 2017                 |                                                                                                |
| ブロック・ダイクゾーン       | カナダ         | 2019                 |                                                                                                |
| ロバート・ダガー             | アメリカ合衆国 | 2024                 |                                                                                                |
| 秋信守（）                   | 韓国           | 2021-2024            |                                                                                                |
| 趙寅成（）                   | 韓国           | 2012-2014            |                                                                                                |
| 曺雄天（）                   | 韓国           | 2001-2009            |                                                                                                |
| 鄭義潤（）                   | 韓国           | 2015-2021            |                                                                                                |
| 鄭根宇（）                   | 韓国           | 2005-2013            |                                                                                                |
| 鄭相昊（）                   | 韓国           | 2001-2015、2020      |                                                                                                |
| 鄭大炫（）                   | 韓国           | 2000-2011            |                                                                                                |
| エディ・ディアス             | ベネズエラ     | 2003                 | 元広島東洋カープ                                                                               |
| クリストファー・ニコースキー | アメリカ合衆国 | 2009                 | 元福岡ソフトバンクホークス                                                                     |
| イバン・ノバ                 | ドミニカ共和国 | 2022                 |                                                                                                |
| 朴勍完（）                   | 韓国           | 2003-2013            |                                                                                                |
| 朴栽弘（）                   | 韓国           | 2005-2012            |                                                                                                |
| 朴正権（）                   | 韓国           | 2004-2019            |                                                                                                |
| 朴鎮萬（）                   | 韓国           | 2011-2015            |                                                                                                |
| トラビス・バンワート         | アメリカ合衆国 | 2014-2015            |                                                                                                |
| ホセ・フェルナンデス         | ドミニカ共和国 | 2002                 | 元千葉ロッテマリーンズ、西武ライオンズ、東北楽天ゴールデンイーグルス、オリックス・バファローズ |
| ウィルマー・フォント         | ベネズエラ     | 2021-2022            |                                                                                                |
| デイブ・ブッシュ             | アメリカ合衆国 | 2012                 |                                                                                                |
| アンドリュー・ブラウン       | アメリカ合衆国 | 2015                 |                                                                                                |
| ハービー・プリアム           | アメリカ合衆国 | 2000                 | 元オリックス・ブルーウェーブ                                                                   |
| ティルソン・ブリトー         | ドミニカ共和国 | 2000-2001、2004      |                                                                                                |
| タイラー・ホワイト           | アメリカ合衆国 | 2020                 |                                                                                                |
| ライアン・マクブルーム       | アメリカ合衆国 | 2025                 | 米独立リーグから期限付き移籍                                                                   |
| カーク・マッカーティ         | アメリカ合衆国 | 2023                 |                                                                                                |
| マリオ・サンティアゴ         | プエルトリコ   | 2012                 | 元阪神タイガース                                                                               |
| ヘンスリー・ミューレンス     | オランダ       | 2000                 | 元千葉ロッテマリーンズ、ヤクルトスワローズ                                                     |
| ショーン・モリマンド         | アメリカ合衆国 | 2022                 |                                                                                                |
| 尹吉鉉（）                   | 韓国           | 2002-2009、2010-2015 |                                                                                                |
| フアン・ラガーレス           | ドミニカ共和国 | 2022                 |                                                                                                |
| ジョニー・ラフィン           | アメリカ合衆国 | 2002                 | 元大阪近鉄バファローズ                                                                         |
| ケニー・レイ                 | アメリカ合衆国 | 2008                 | 元東北楽天ゴールデンイーグルス                                                                 |
| ジョジョ・レイエス           | アメリカ合衆国 | 2013-2014            |                                                                                                |
| ケニー・レイボーン           | アメリカ合衆国 | 2007-2008            | 元広島東洋カープ                                                                               |
| アキリーノ・ロペス           | ドミニカ共和国 | 2012                 |                                                                                                |
| ジェイミー・ロマック         | カナダ         | 2017-2021            | 元横浜DeNAベイスターズ                                                                         |
| マイク・ロマノ               | アメリカ合衆国 | 2007                 | 元広島東洋カープ                                                                               |
| エンニー・ロメロ             | ドミニカ共和国 | 2023                 | 元中日ドラゴンズ、千葉ロッテマリーンズ                                                         |
| ダニー・ワース               | アメリカ合衆国 | 2017                 |                                                                                                |

### 外国人コーチ
- 大田卓司（2007） - 元西武ライオンズ
- 小林繁（2007） - 元読売ジャイアンツ、阪神タイガース
- 大橋穣（2008） - 元東映フライヤーズ、阪急ブレーブス
- 伊勢孝夫（2008 - 2009） - 元近鉄バファローズ、ヤクルトスワローズ
- 正田耕三（2009） - 元広島東洋カープ
- 関川浩一（2010） - 元阪神タイガース、中日ドラゴンズ、東北楽天ゴールデンイーグルス
- 赤堀元之（2010） - 元大阪近鉄バファローズ
- 山本一彦（2006 - 2011） - 韓国名は崔一彦（チェ・イルオン）。
- 加藤初（2007 - 2011） - 元太平洋クラブライオンズ、読売ジャイアンツ
- 田代富雄（2011） - 元横浜大洋ホエールズ
- 小林晋哉（2011） - 元阪急ブレーブス
- マックス・ベナブル（2013） - 元千葉ロッテマリーンズ
- 宮本好宣（2014） - 元日本ハムファイターズ
- 清家政和（2014 - 2015） - 元阪神タイガース、西武ライオンズ、ヤクルトスワローズ
- 長谷部裕（2015） - 元中日ドラゴンズ
- 福原峰夫（2007 - 2009、2011、2016） - 元オリックス・ブルーウェーブ
- ライル・イエーツ（2017 - 2018） - 元千葉ロッテマリーンズコンディショニングコーチ
- ブランドン・ナイト（2021 - 2022） - 元福岡ダイエーホークス、北海道日本ハムファイターズ
- デリック・メイ（2022） - 元千葉ロッテマリーンズ